# Bonus-malus
Bonus-malus este un sistem de asigurări prin care prima de asigurare poate fi redusă (bonus) dacă în anul anterior asiguratul nu a avut daune sau poate fi mărită (malus) dacă asiguratul a înregistrat daune. Astfel se urmărește o încurajare a asiguraților prudenți și o descurajare a celor care, din diverse motive, înregistrează daune mari.
Sistemul bonus-malus cuprinde 9 clase bonus (numerotate de la B0 la B8) și 8 clase malus (numerotate de la M1 la M8).
În data de 01.08.2017 a fost publicată în Monitorul Oficial Norma ASF 20/2017 prin care coeficienții din sistemul Bonus-Malus au fost actualizați. Conform noii grile de coeficienți numărul de clase B/M rămâne neschimbat însă pentru clasa B/M B8, cea mai mare existentă, se acordă o reducere de 50% față de 32% anterior iar pentru clasa B/M M8, cea mai gravă, se acordă o penalizare de 80% față de 32% anterior. 

### Cum crește și cum scade bonus-malus
Fiecare șofer, în momentul în care încheie prima asigurare, începe de la clasa B0 - acest lucru înseamnă că nu are nici penalizări, nici bonusuri. În cazul în care la finalul perioadei de asigurare (1 an) șoferul nu are nici un incident cauzat de el, va trece la următoarea clasă de bonus - B1. Pentru a ajunge la ultima clasă, B8, are nevoie de 8 ani consecutivi fără vreun accident provocat de el.
Clasele scad cu fiecare accident produs din vina asiguratului. În cazul în care asiguratul produce, din vina lui, 3 accidente într-un an, el va fi penalizat cu 3 clase.
Clasa, bonus sau malus, îi este atribuită asiguratului în momentul în care este încheiată polița de asigurare și este valabilă pe întreg anul calendaristic, indiferent dacă mai produce sau nu alte accidente. Noua clasă are ca perioadă de referință anul calendaristic anterior încheierii poliței.

### Calcul preț asigurare RCA cu bonus-malus
Sistemul bonus-malus este folosit în principal pentru calcului prețului asigurării RCA, însă el poate fi folosit și pentru asigurările tip CASCO. 

#### Coeficient creștere sau reducere poliță
Tabelul de mai jos conține coeficienții pentru fiecare clasă în parte.
| Clasă | Coeficient |
| ----- | ---------- |
| B8    | 50%        |
| B7    | 60%        |
| B6    | 70%        |
| B5    | 75%        |
| B4    | 80%        |
| B3    | 85%        |
| B2    | 90%        |
| B1    | 95%        |
| B0    | 100%       |
| M1    | 110%       |
| M2    | 120%       |
| M3    | 130%       |
| M4    | 140%       |
| M5    | 150%       |
| M6    | 160%       |
| M7    | 170%       |
| M8    | 180%       |